# Émile Boutmy
Émile Boutmy (Párizs, 1835. április 13. – Párizs, 1906. január 25.) francia író, politológus. A modern politikatudomány egyik létrehozója, a Párizsi Politikai Tanulmányok Intézete jogelődjének, az École Libre des Sciences Politiques alapítója.

## Élete, munkássága
Jómódú, eredetileg Francia Flandriából és német területekről származó protestáns családban született. Apja, Laurent-Joseph Boutmy üzletember, Émile de Girardin munkatársa volt, akivel közösen alapította a La Presse című lapot. Anyja, akit meglehetősen szép és vonzó nőnek tartottak, egy karibi ültetvényes lánya volt. Két fiútestvérrel nőtt fel, gyerekkori barátja volt Hippolyte Taine.
Párizsban nőtt fel, ám alig volt 13 éves, mikor édesapja 1848-ban elhunyt, míg anyja 1866-ban hunyt el. Kiváló eredménnyel végezte el a Lycée Bonaparte-ét, majd a Lycée Louis-le-Grand-t. Egyes források alapján nem végzett felsőfokú tanulmányokat, más források szerint járt egyetemre és jogi tanulmányokat végzett. Jogi diplomát szerzett, majd doktorátust szerzett a platóni tudományelméletből.
Első írásai a La Presse-ben jelentek meg, emellett azonban írt a Journal des débats-ba, valamint alkalmanként a Revue national-ba és a Nouvelle Revue de Paris-ba. Írt irodalmi kritikákat George Sand és Gustave Flaubert munkáiról, valamint színházi kritikákat és politikai tárgyú esszéket is. Ezután tanított közjogot, majd az esztétika iránti érdeklődése nyomán Émile Trélat-tal megalapította az École spéciale d'architecture-t. Itt a civilizációk történetét, összehasonlító építészettörténetet oktatott 1865 és 1870 között, majd három művében foglalta össze a tananyagot. Ebben az időben közel állt az École des Beaux-Arts-hoz, ahol összebarátkozott Ernest Vinet-vel, az intézmény könyvtárosával. 
Tevékenységeivel ideiglenesen felhagyott, amikor 1870-ben besorozták a párizsi hadseregbe. A városok védelmében vett részt, a német előrenyomulással szemben, de egy árokba esve megsebesült. Megkapta a katonai becsületkeresztet. Ezután ideiglenesen Svájcban élt.
Boutmy gyakran érintkezett a francia elit tagjaival és sajnálta a franciák vereségét a francia-porosz háborúban. Úgy gondolta, hogy Franciaországban hiányzik egy olyan, politikával foglalkozó oktatási intézmény, amely felvilágosítaná a vezető pozícióban lévőket a megfelelő döntésekről. Az iskola ötletét René Stourmmal és Hippolyte Tainel közösen dolgozta ki. 1871 elején René Stourmmal együtt elhatározták a a Párizsi Politikai Tanulmányok Intézete jogelődjének, az École Libre des Sciences Politiques - a Sciences Po - megalapítását. Akadémikusokkal és iparosokkal, mint például Hippolyte Taine, Ernest Renan, Albert Sorel és Paul Leroy-Beaulieu. Az alapítást Jacques Siegfried finanszírozta. 
1906-ban bekövetkezett haláláig vezette az intézményt. Az iskolában aktív fejlesztési politikát folytatott, és saját maga választotta ki a tanárokat és az órák megnevezését. Bevezette a szintézis filozófiáját és az ötletek rendezett és szintetizáló bemutatását. 1873 és 1890 között biztosította az angol, a francia és amerikai alkotmánytörténet oktatását. Mindez megmutatkozott különösen az iskola irányításában: áttanulmányozta és engedélyezte a szakdolgozati terveket minden egyes diák számára, részt vett a tanórákon és visszajelzést adott a tanárok számára.
Innentől kezdve az alkotmánytörténeti munkák írásának szentelte magát. 1879-ben megválasztották Társadalomtudományi Akadémia (Académie des Sciences Morales et Politiques) tagjának, és tagja volt még a Saint-Simon Körnek és az Oxfordi Egyetem díszdoktora is volt.
1882-ben - 47 éves korában - megházasodott. 

## Politikai irányultsága
Boutmy politikailag liberális és republikánus volt. A korszak politikai centrumához tartozott. Nyilvánosan védte a sajtószabadságot, a gyülekezési jogot és és az egyesülési jogot. Mint ilyen, csatlakozott a Második Francia Császársághoz, annak liberális fordulatát követően. Kritikusa a Párizsi Kommünnek, és támogatta - bár kezdetben aggodalommal - a Harmadik Francia Köztársaságot.
Általánosságban, Boutmy - különösen az angol típusú - köztársaság és a parlamentarizmus mellett foglalt állást. A közvetlen demokráciával szemben pozícionálta magát. Ellene volt az öröklési rendnek és a közhivatalok örökítésének és támogatta a közhivatali pozíciók betöltésének versenyeztetését.
Újságíróként cikket írt Thomas Babington Macaulay Essais biographiques et historiques című művéről, hogy megvédje a francia forradalmat az edmund burke-i konzervatív, forradalomellenes kritikájától. Újságírói karrierje elején tisztelettel adózott  François Guizot előtt.

## Jog és politikatudomány oktatása
Egy 1880 végén folytatott polémia alkalmával a politikatudomány autonómiáját védelmezte, amelyről azt gondolta, hogy "nagy mértékben tapasztalati és induktív jellegű", míg a jogtudós Claude Bufnoir ragaszkodott, a politikatudomány közjogi jellegéhez.

## Ikonográfia

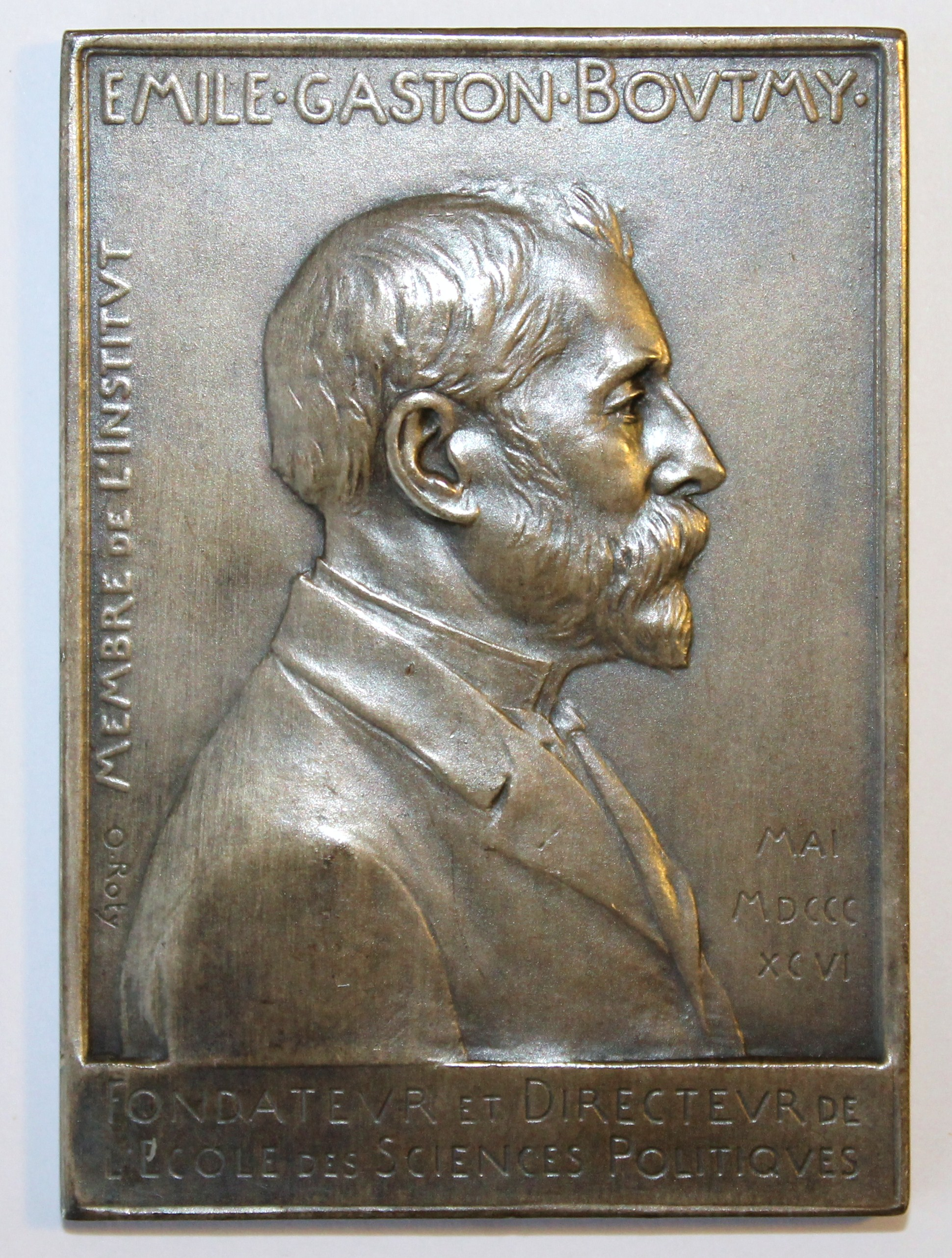
Oscar Roty Émile Boutmyt ábrázoló érméje (1896).

Oscar Roty éremművész 1896-ban - Sciences Po jogelődje fennállásának 25. évfordulójára - Émile Boutmyt ábrázoló medált készített, amelynek példányát őrzi a párizsi Musée Carnavalet, illetve a Musée d’Orsay, továbbá egy megtalálható a Sciences Po-ban. 

## Emlékezete
A Sciences Po fő amfiteátruma, amelyet 1936-ban építettek fel, az ő nevét viseli.

### AzÉmilefolyóirat
A Sciences Po hallgatói és öregdákjai által szerkesztett folyóiratot 2015 májusában átkeresztelték Émily Boutmy - a Sciences Po folyóirata névre, az iskola alapítójának emlékére. A korábban Alumndi Sciences Po Magaine-nak nevezett lap negyedévente jelenik meg, és különösen a professzorokat és diplomásokat foglalkoztató aktualitásokkal foglalkozik. A 15.000 példányban terjesztett folyóirat 2016 óta rendelkezik online formával is, amely az öregdiákok mellett kutatók, újságírók, írók és hírekkel és közvélemény kutatók hozzájárulásával készül.

## Fordítás
- Ez a szócikk részben vagy egészben  az   Émile Boutmy című francia Wikipédia-szócikk ezen változatának fordításán alapul.  Az eredeti cikk szerkesztőit annak laptörténete sorolja fel. Ez a jelzés csupán a megfogalmazás eredetét és a szerzői jogokat jelzi, nem szolgál a cikkben szereplő információk forrásmegjelöléseként.